# Province de Sandia
La province de Sandia (en espagnol : Provincia de Sandia) est l'une des treize provinces de la région de Puno, au sud du Pérou. Son chef-lieu est la ville de Sandia.

## Géographie
La province couvre une superficie de 11 862,41 km2. Elle est limitée au nord par la province de Tambopata (région de Madre de Dios), à l'est par la Bolivie, au sud par la province de San Antonio de Putina et à l'ouest par la province de Carabaya.

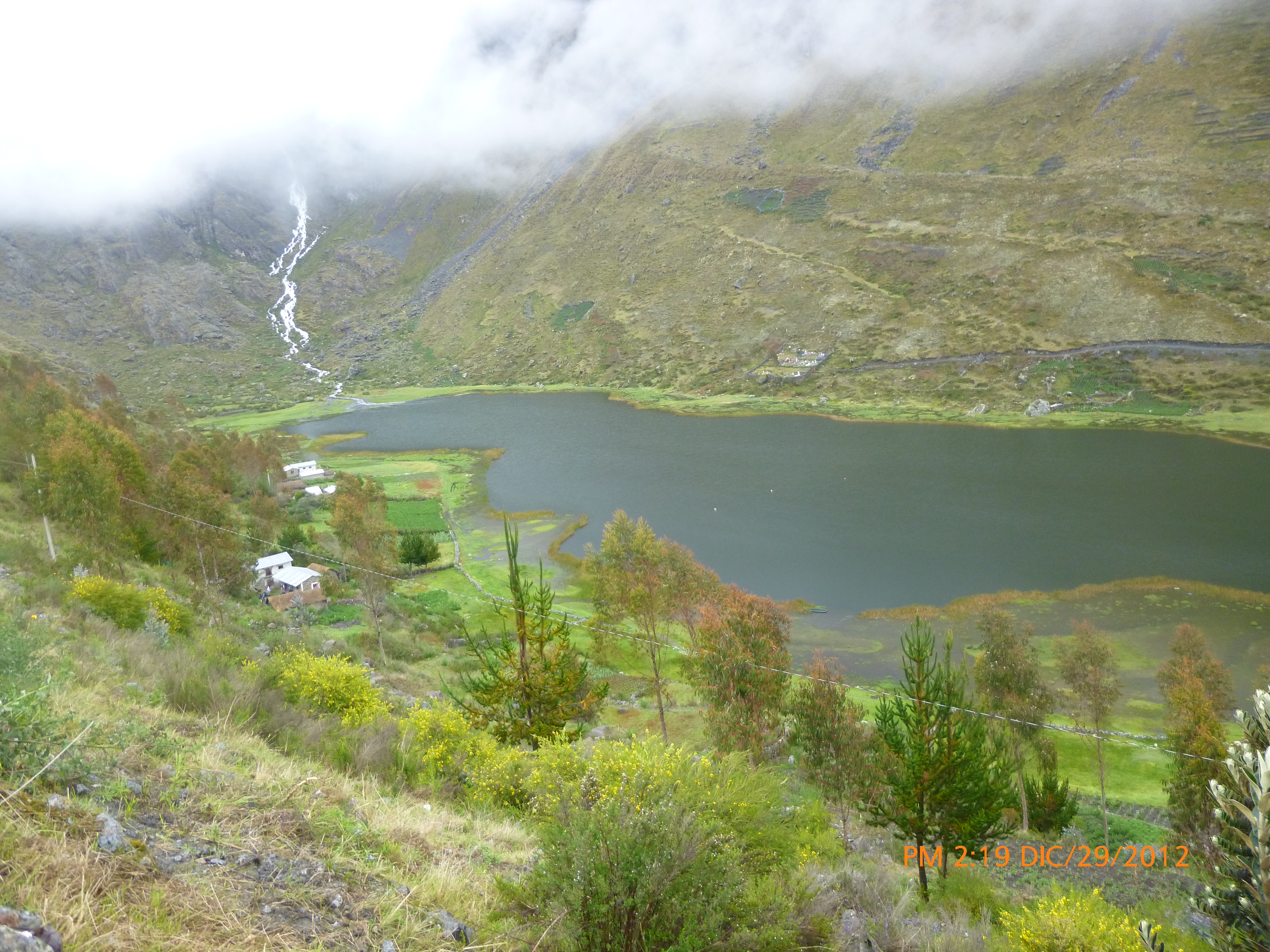
Le lac Quchak'uchu dans le district de Parambuco

## Population
La population de la province s'élevait à 65 431 habitants en 2005.

## Subdivisions
La province de Sandia est divisée en dix districts :
- Alto Inambari
- Cuyocuyo
- Limbani
- Patambuco
- Quiaca
- San Juan del Oro
- San Pedro de Putina Punco
- Sandia
- Yanahuaya